# Oded Fehr

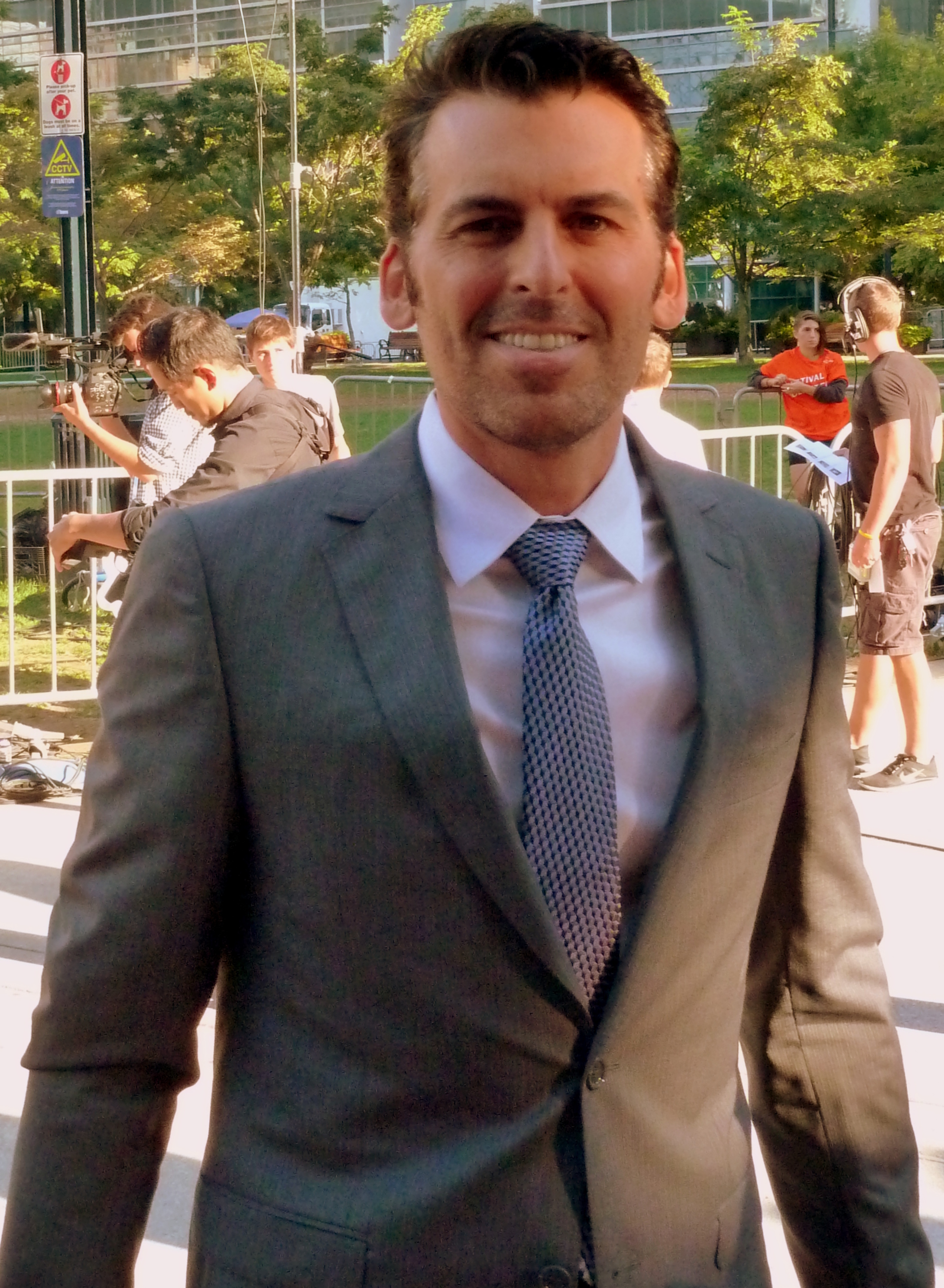
Oded Fehr

Oded Fehr, född 23 november, 1970, i Tel Aviv, är en israelisk skådespelare.

## Filmografi (urval)
- 2024 – La Cocina – Aptit på livet
- 2007 – Resident Evil: Extinction - Carlos Olivera
- 2004 – Resident Evil: Apocalypse - Carlos Olivera
- 2001-2002 - UC: Undercover - Frank Donovan (TV-serie)
- 2001 – Texas Rangers - Pete Marsele
- 2001 – Mumien - återkomsten - Ardeth Bey
- 1999 – Hollywood gigolo - Antoine Laconte
- 1999 – Mumien - Ardeth Bey